# Walter Martos

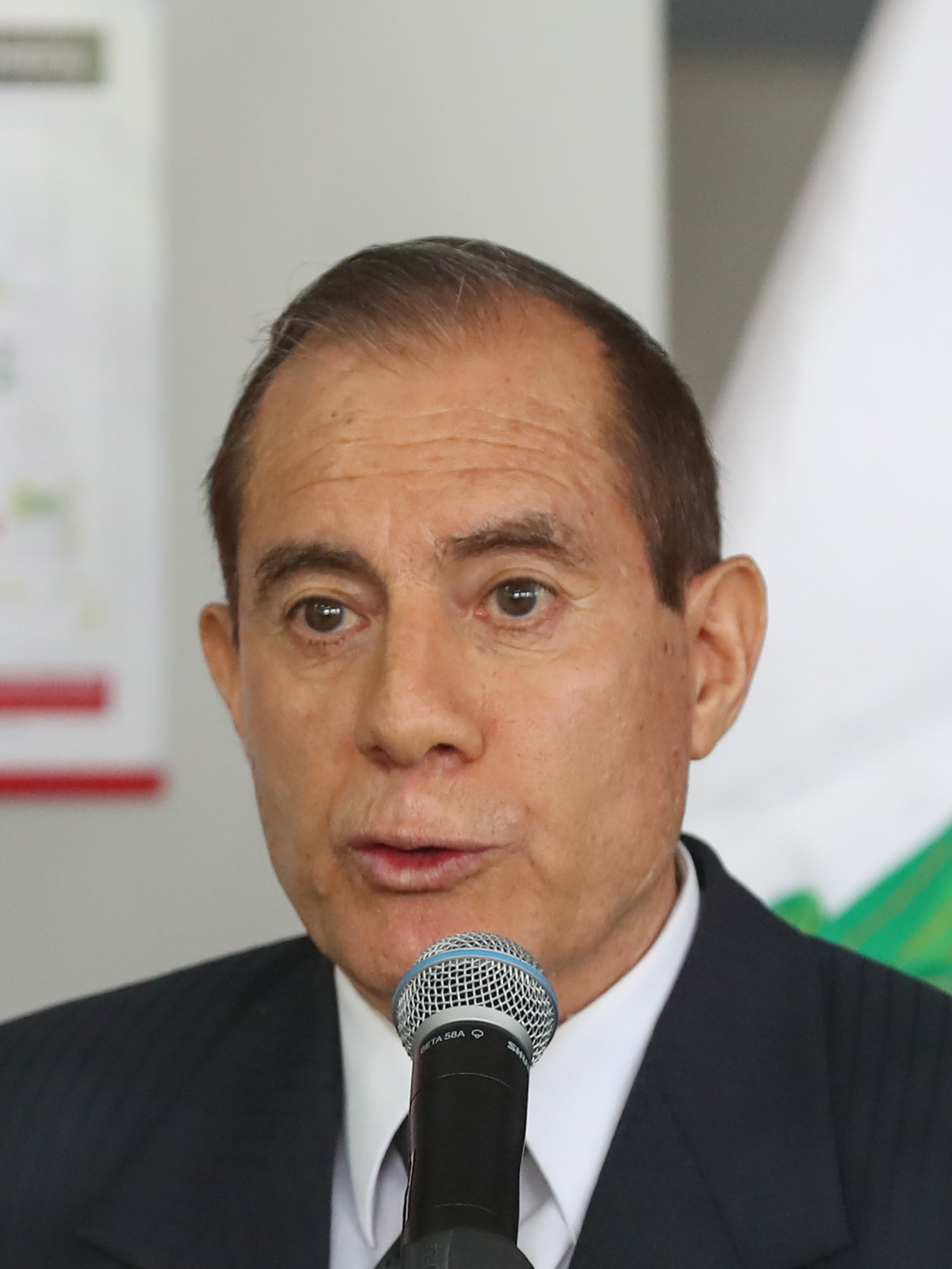
Walter Martos

Walter Roger Martos Ruiz (* 11. Februar 1957 in Cajamarca, Peru; † 7. Januar 2025) war ein peruanischer Politiker und vom 6. August bis 11. November 2020 Premierminister des Landes. Zuvor war der ehemalige General der Peruanischen Streitkräfte Verteidigungsminister.

## Leben
Walter Martos absolvierte die Militärakademie (spanisch: Escuela Militar) in Chorrillos mit Spezialisierung auf das Pionierwesen. Er erhielt einen Master-Abschluss an der Generalstabsschule des Heeres (spanisch: Escuela Superior de Guerra del Ejército) und an deren wissenschaftlich-technologischem Institut. Nachdem er die üblichen Truppenkommandos durchlaufen hatte, übernahm Martos verschiedene zentrale Führungsaufgaben innerhalb des peruanischen Heeres. Er war Direktor des Sprachenzentrums der Armee, dann stellvertretender Direktor und später Direktor der Militärakademie in Chorrillos. Er war Generalsekretär des Heereskommandos und Befehlshaber der Abteilung für die militärische Aus- und Fortbildung. 2011 ernannte ihn Präsident Alan García zum Generalkommandanten der Nördlichen Militärregion. 2013 ernannte ihn Präsident Ollanta Humala zum Generalstabschef des Heeres sowie zum Vorsitzenden des Vereinigten Generalstabes.
Im Oktober 2019 wurde Martos Verteidigungsminister im Kabinett von Premierminister Vicente Zeballos. Nachdem der neue Premierminister Pedro Cateriano vom Kongress der Republik Peru keine Bestätigung im Amt erhalten hatte, ernannte Präsident Martín Vizcarra Anfang August 2020 Martos zum Premierminister Perus.